# Klaus Eberhard (sciatore)
Klaus Eberhard (Baden, 4 aprile 1956) è un ex sciatore alpino austriaco.

## Biografia
Discesista puro attivo negli anni 1970, in Coppa del Mondo ottenne il primo piazzamento di rilievo il 21 marzo 1975 in Val Gardena (9º) e l'unico podio a Schladming il 20 dicembre 1975, quando fu 2º dietro a Dave Irwin e davanti a Herbert Plank. Ai XII Giochi olimpici invernali di Innsbruck 1976, sua unica presenza olimpica, si piazzò al 19º posto; l'ultimo piazzamento della sua carriera fu il 9º posto ottenuto nella gara di Coppa del Mondo disputata a Kitzbühel il 20 gennaio 1978.

## Palmarès

### Coppa del Mondo
- Miglior piazzamento in classifica generale: 19º nel 1976
- 1 podio (in discesa libera):
  - 1 secondo posto

### Campionati austriaci juniores
- 2 medaglie[1]:
  - 2 argenti (discesa libera nel 1972; discesa libera nel 1973)